# Reichsgau Sudetenland
Reichsgau Sudetenland var ett Gau, administrativt partidistrikt, i Tyskland från 1938 till 1945. Det var indelat i tre Regierungsbezirk: Eger, Aussig och Troppau. Gauleiter var Konrad Henlein.